# Ramón María de Urbina
Ramón María de Urbina y Gaytán de Ayala, II marqués de la Alameda (Pamplona, 2 de septiembre de 1751-Vitoria, 5 de diciembre de 1824), fue un noble y político español.

## Biografía
Natural de Pamplona, aunque de raíces vitorianas, conjugó sus estudios en Francia con incursiones en la carrera militar. Su carrera política estuvo ligada a Álava y a su capital, Vitoria. Fue alcalde de esta ciudad en más de una ocasión, incluidas 1781 y 1796. Entre las tareas que acometió, se encuentra la construcción de la Plaza Nueva, que le confió al arquitecto Justo Antonio de Olaguíbel.
Fue, asimismo, diputado general de la provincia desde 1800 hasta 1803.
Falleció en Vitoria el 5 de diciembre de 1824.